# Koshirō Oikawa
Koshirō Oikawa (及川 古志郎 Oikawa Koshirō?,  16 de febrero de 1883 – 9 de mayo de 1958) fue un almirante de la Armada Imperial Japonesa y ministro de Marina en el gobierno de Fumimaro Konoe de septiembre de 1940 a octubre de 1941, meses antes del ataque a Pearl Harbor. A finales de 1944 fue nombrado jefe del Estado Mayor de la Armada, pero dimitió en mayo del año siguiente por estar en desacuerdo con la decisión de continuar la guerra, que consideraba perdida. Tras la rendición de Japón se retiró del servicio activo.

## Ministro de Marina (septiembre de 1940 – octubre de 1941)
En septiembre de 1940 fue nombrado ministro de Marina en el gabinete del príncipe Konoe en sustitución del ministro Zengo Yoshida que había enfermado repentinamente. A diferencia de este que se había opuesto a la firma del Pacto Tripartito, Oikawa no se pronunció, entre otras razones porque consideraba que un marino no debía inmiscuirse en política. Así que, a pesar de que pertenecía al sector de la Armada japonesa partidario del acercamiento a Gran Bretaña y a Estados Unidos, no se opuso a que Japón se aliara con la Alemania nazi y la Italia fascista. Asimismo aprobó que el belicista Osami Nagano ocupara el cargo de Jefe del Estado Mayor de la Armada Imperial. Cuando el almirante Isoroku Yamamoto, el artífice del plan de ataque a Pearl Harbor, se enteró del nombramiento de Nagano comentó: «Ese hombre, que se cree un genio estratégico cuando no lo es en absoluto, es ahora el jefe del Estado Mayor… ¡Es como si la guerra hubiera empezado ya!».
Cuando a finales de junio de 1941 se discutió en varias conferencias de enlace la ocupación de la Indochina francesa, Oikawa propuso que la operación se aplazara seis meses pero no lo logró, por lo que acabó siendo refrendada en la Conferencia Imperial del 2 de julio.
En las siguientes reuniones Oikawa defendió la vía diplomática y no la guerra para resolver los problemas con Estados Unidos. En una de ellas les dijo a los partidarios de la guerra: «En la Armada se piensa que el secretario de Estado Hull desea evitar una guerra en el Pacífico. Japón no desea una guerra en el Pacífico. Por tanto, ¿no hay ahí un espacio natural [para conseguir la paz]?».
En la conferencia de enlace del 25 de septiembre, a diferencia del primer ministro Konoe, se opuso a la pretensión de los jefes del Estado Mayor del Ejército y de la Armada de fijar el 15 de octubre como fecha límite para las negociaciones con Estados Unidos, lo que implicaba que en las semanas siguientes se le declararía la guerra. Pero Oikawa, que no contaba con ningún apoyo claro entre los otros miembros de la conferencia de enlace en su oposición a la guerra, no se enfrentó abiertamente con los belicistas y singularmente con el jefe del Estado Mayor de la Armada, el almirante Nagano, por lo que muchas veces permaneció callado. Terminada la Segunda Guerra Mundial justificó su actitud diciendo que la iniciativa de evitar la guerra debía haberla tomado el primer ministro Konoe, pero según la historiadora Eri Hotta, lo cierto fue que «Oikawa, un militar de miras estrechas y entregado a su profesión, sin ningún conocimiento del mundo más allá de la institución naval, no quiso correr el riesgo de que le culparan de evitar la guerra, sin darse cuenta de que su falta de firmeza era, en buena medida, una señal de cobardía».
El 6 de octubre se reunieron los altos mandos de la Armada Imperial Japonesa llegando a la conclusión de que «era una locura comenzar una guerra con Estados Unidos». Pero Oikawa no se atrevió a enfrentarse abiertamente con el Ejército. Sólo cuando el ministro de la Guerra Tojo le preguntó en privado si confiaba en la victoria dijo lo que pensaba: «Me temo que no… Si la guerra se prolonga durante unos años, no sabemos cuál será el resultado… Lo que he dicho no debe salir de esta habitación». Tojo, hasta entonces claro partidario de la guerra, le respondió: «Si la Armada no tiene confianza debemos reconsiderarlo. Habrá que dar marcha atrás a lo que haga falta, aunque, por supuesto, haya que hacerlo con la humilde admisión de nuestra gran responsabilidad».